# Сергий (Костин)
Епископ Сергий (в миру Виктор Иванович Костин; 25 апреля 1885, Вятка — 15 июня 1959, Кострома) — епископ Русской православной церкви, епископ Костромской и Галичский.

## Биография
Родился 25 апреля 1885 года в городе Вятке в семье рабочего.
Окончил среднюю школу. Состоял личным секретарём епископа Глазовского Варсонофия (Курганова), а затем служил псаломщиком на приходе.
В феврале 1920 года был рукоположён во диакона, а 25 июля того же года — во священника. Служил в приходах Вятской епархии.
С декабря 1949 года до декабря 1951 года служил в Палестине при Русской Православной Духовной миссии.
В марте 1952 года был послан в Берлин в качестве настоятеля Крестовой церкви. Через некоторое время архиепископа Берлинским Борисом (Виком) назначен настоятелем Тегельского храма в Берлине.
По возвращении из Берлина принял монашество в Троице-Сергиевой Лавре, где и проживал до 10 августа 1955 года.
21 апреля 1955 года возведён в сан архимандрита.
По ходатайству управляющего Краснодарской епархией архиепископа Алеутского и Северо-Американского Бориса (Вика) постановлением Священного Синода от 1 августа 1955 года архимандрит Сергий был назначен викарием Краснодарской епархии с титулом Новороссийский.
14 августа того же года в Екатерининском соборе Краснодара хиротонисан во епископа Новороссийского, викария Краснодарской епархии. Чин хиротонии совершали патриарх Московский и всея Руси Алексий I, экзарх Американский архиепископ Борис (Вик), архиепископ Одесский и Херсонский Никон (Петин), архиепископ Орловский и Брянский Флавиан (Иванов) и епископ Угличский Исаия (Ковалёв). За его епископской хиротонии присутствовал будущий митрополит Никодим (Ротов).
С 25 апреля 1956 года, после перемещения Бориса (Вика) на Херсоно-Одесскую кафедру, по 31 мая 1956 года временно управлял Краснодарской епархией.
С 17 сентября 1956 года — епископ Костромской и Галичский.
В июне-августе 1958 года вместе с протоиереем Павлом Статовым посетил Аргентину для утверждения существующих там православных общин. Вернувшись в Москву, они представили патриарху отчет о ситуации в патриарших приходах.
Скончался 15 июня 1959 года в Костроме. По благословению Святейшего Патриарха чин отпевания почившего совершил епископ Дмитровский Пимен (Извеков) в сослужении духовенства епархии. Погребён в ограде Иоанно-Златоустовской церкви г. Костромы, бывшей в те годы кафедральным собором.